# Халупа, Милан
Милан Халупа (чеш. Milan Chalupa; род. 4 июля 1953, Оудолень, Чехословакия) — чехословацкий хоккеист, защитник. Чемпион мира 1976 и 1977 годов, серебряный призёр Олимпийских игр 1976 и 1984 годов.

## Биография
Милан Халупа начал свою хоккейную карьеру в городе Гавличкув-Брод. С 1966 по 1972 год он играл за юниорские команды «Искры» из Гавличкув-Брода, сезон 1972/73 провёл в либерецкой «Дукле». С 1973 по 1984 год играл за команду «Дукла Йиглава». С ней он четыре раза становился чемпионом Чехословакии. В 1984 году перебрался за океан, где отыграл один сезон за клуб НХЛ «Детройт Ред Уингз». Вернувшись в Европу, Халупа выступал в Германии за «Фрайбург». Последний сезон своей игровой карьеры он провёл в чешской Экстралиге в составе йиглавской «Дуклы».
Выступал за сборную Чехословакии с 1974 по 1984 год. Участник ЧМЕ 1976-1979 и 1981-1983 (53 матча, 6 голов), ЗОИ 1976, 1980 и 1984 (18, матчей, 1 гол), розыгрышей Кубка Канады 1976 и 1981 (13 матчей, 1 гол).                            Дважды выигрывал золотые медали чемпионата мира, два раза был серебряным призёром Олимпийских игр.
После окончания игровой карьеры стал тренером. Работал в командах: «Горацка Славия Тршебич» (1995/98, 2001/02), «Пардубице» (1998/99), «Слезан Опава» (2003/04), «Дукла Йиглава» (2005/06), «Моравске-Будеёвице 2005» (2008/09), «Гавличкув-Брод» (2012/14), «Ледец-над-Сазавоу» (2014/15).
6 мая 2010 года был принят в Зал славы чешского хоккея.
ХК «Фрайбург» вывел из обращения номер 5, под которым за него выступал Халупа.

## Достижения
- Чемпион мира и Европы 1976, 1977
- Серебряный призёр чемпионата мира и Европы 1978, 1979, 1983
- Серебряный призер чемпионата мира 1982
- Бронзовый призёр чемпионата мира и Европы 1981
- Серебряный призёр Олимпийских игр 1976, 1984

- Третий призер ЧЕ 1982.
- Финалист Кубка Канады 1976
- Чемпион Чехословакии 1974, 1982—84
- Серебряный призёр чемпионата Чехословакии 1973[уточнить], 1977, 1979, 1980
- Бронзовый призёр чемпионата Чехословакии 1975, 1976

## Статистика
- Чемпионат Чехословакии — 430 игр, 50 шайб
- Сборная Чехословакии — 205 игр, 24 шайбы
- Чемпионат Германии — 96 игр, 55 очков (10+45)
- Немецкая вторая лига — 153 игры, 157 очков (38+119)
- Чешская экстралига — 13 игр, 4 очка (0+4)
- НХЛ — 14 игр, 5 очков (0+5)
- АХЛ — 1 игра
- Всего за карьеру — 912 игр, 122 шайбы